# Anwar
För andra betydelser, se Anwar (olika betydelser).

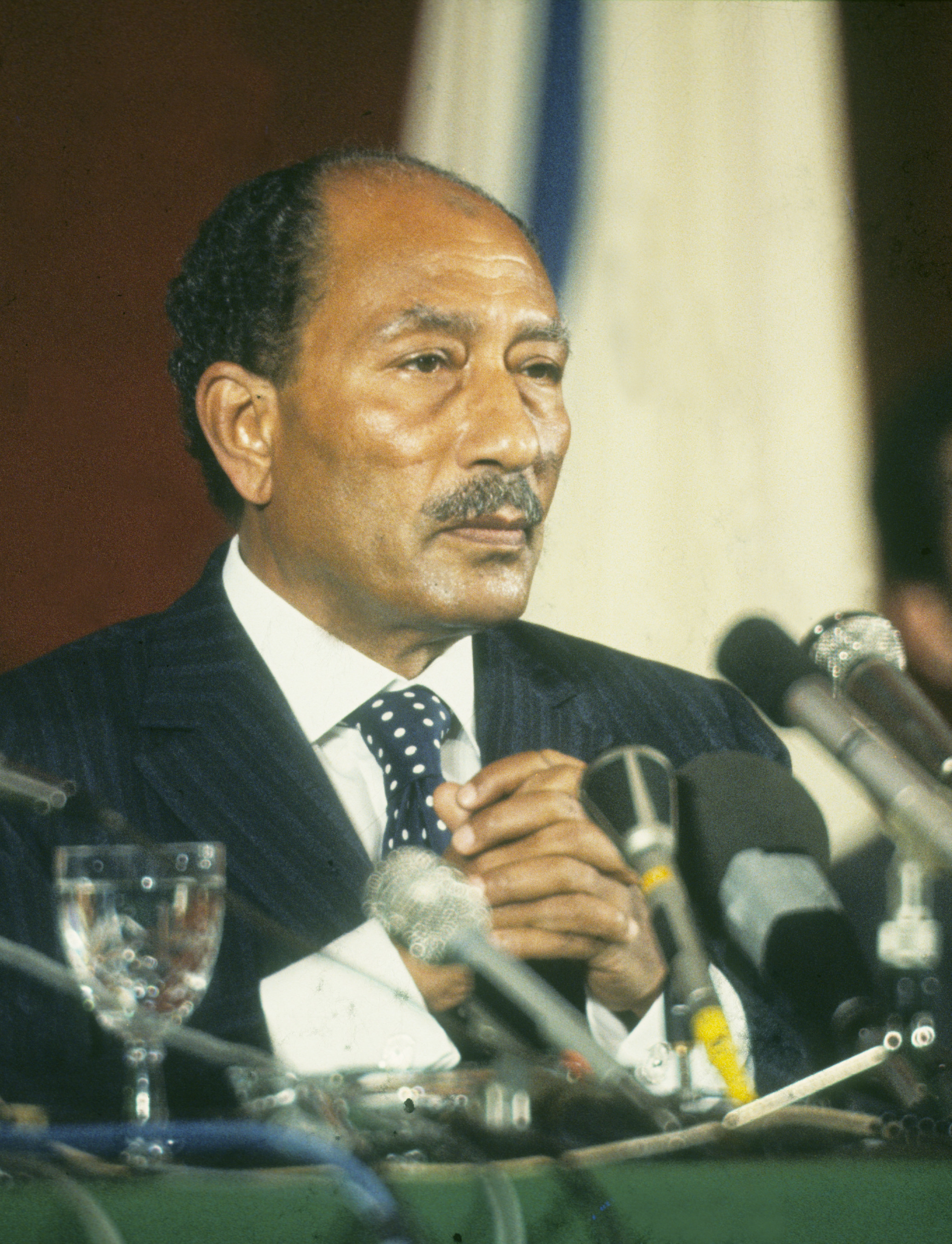
Anwar Sadat, 1977.

Anwar eller Anvar är ett arabiskt förnamn som kan användas av både män och kvinnor. Det är även ett efternamn. Namnet betyder den lysande.
Namnsdag saknas.

## Statistik för Sverige
Den 31 december 2015 fanns det 751 män och 322 kvinnor med detta namn som stavade sitt namn med w och 50 män och två kvinnor som stavade namnet med v. Det fanns 218 personer som hette Anwar i efternamn, sex personer hette Anvar.

## Personer med namnet Anwar/Anvar

### Förnamn
- Anwar al-Awlaki, amerikansk muslimsk föreläsare och imam.
- Anwar El Ghazi, nederländsk fotbollsspelare.
- Anvar Ibragimov, sovjetisk fäktare.
- Anwar Ibrahim, malaysisk politiker.
- Anwar Khoshaba, australisk politiker.
- Anwar Mesbah, egyptisk tyngdlyftare.
- Anwar Moore, amerikansk häcklöpare.
- Anwar Sadat, egyptisk president.

### Efternamn
- Gabrielle Anwar, amerikansk skådespelare.
- Saeed Anwar, pakistansk landhockeyspelare.